# Cole Krueger
Cole Krueger est un patineur de vitesse sur piste courte américano-hongrois.

## Biographie
Il naît à Pittsburgh, comme son frère John-Henry Krueger. Sa carrière internationale commence sous le drapeau américain aux championnats du monde junior 2010. Il quitte ensuite l'équipe américaine pour patiner sous les couleurs de la Hongrie. En 2018, son frère le rejoint dans l'équipe nationale hongroise.
En novembre 2018, avec les frères Shaolin Sandor Liu et Shaoang Liu et Csaba Burjan, il bat le record du monde du relais masculin. La semaine suivante, il gagne à nouveau l'épreuve ainsi que le relais mixte.